# Łyżwiarstwo figurowe na Zimowych Igrzyskach Olimpijskich 1956
Łyżwiarstwo figurowe na Zimowych Igrzyskach Olimpijskich 1956 – jedna z dyscyplin rozgrywanych podczas igrzysk w dniach 29 stycznia – 2 lutego 1956 w Cortinie d’Ampezzo, we Włoszech. Zawody odbyły się w trzech konkurencjach: solistów, solistek, par sportowych.

## Medaliści
| Konkurencja   | Złoto                       | Srebro                        | Brąz                        |
| Soliści       | Hayes Alan Jenkins          | Ronald Robertson              | David Jenkins               |
| Solistki      | Tenley Albright             | Carol Heiss                   | Ingrid Wendl                |
| Pary sportowe | Sissy Schwarz / Kurt Oppelt | Frances Dafoe / Norris Bowden | Marianna Nagy / László Nagy |

## Klasyfikacja medalowa
| Miejsce | Państwo           | złoto | srebro | brąz | Łącznie |
| ------- | ----------------- | ----- | ------ | ---- | ------- |
| 1       | Stany Zjednoczone | 2     | 2      | 1    | 5       |
| 2       | Austria           | 1     | 0      | 1    | 2       |
| 3       | Kanada            | 0     | 1      | 0    | 1       |
| 4       | Węgry             | 0     | 0      | 1    | 1       |

## Wyniki

### Soliści
| Poz. | Zawodnik           | Reprezentacja     | Punkty | Miejsca | CF | FS |
| ---- | ------------------ | ----------------- | ------ | ------- | -- | -- |
| 01 ! | Hayes Alan Jenkins | Stany Zjednoczone | 166,43 | 13      | 1  | 2  |
| 02 ! | Ronald Robertson   | Stany Zjednoczone | 165,79 | 16      | 2  | 1  |
| 03 ! | David Jenkins      | Stany Zjednoczone | 162,82 | 27      | 3  | 3  |
| 4    | Alain Giletti      | Francja           | 159,63 | 37      | 4  | 4  |
| 5    | Karol Divín        | Czechosłowacja    | 154,25 | 49,5    | 5  | 5  |
| 6    | Michael Booker     | Wielka Brytania   | 154,26 | 53,5    | 6  | 6  |
| 7    | Norbert Felsinger  | Austria           | 150,55 | 67      | 7  | 8  |
| 8    | Charles Snelling   | Kanada            | 150,42 | 67      | 9  | 7  |
| 9    | Alain Calmat       | Francja           | 148,35 | 77      | 8  | 9  |
| 10   | Tilo Gutzeit       | Niemcy            | 141,08 | 90      | 10 | 11 |
| 11   | François Pache     | Szwajcaria        | 139,39 | 95      | 11 | 10 |
| 12   | Hans Müller        | Szwajcaria        | 135,28 | 112     | 12 | 12 |
| 13   | Allan Ganter       | Australia         | 132,41 | 114     | 13 | 14 |
| 14   | Darío Villalba     | Hiszpania         | 127,30 | 128     | 14 | 16 |
| 15   | Kalle Tuulos       | Finlandia         | 124,50 | 137     | 15 | 15 |
| 16   | Charles Keeble     | Australia         | 123,93 | 137     | 16 | 13 |

### Solistki

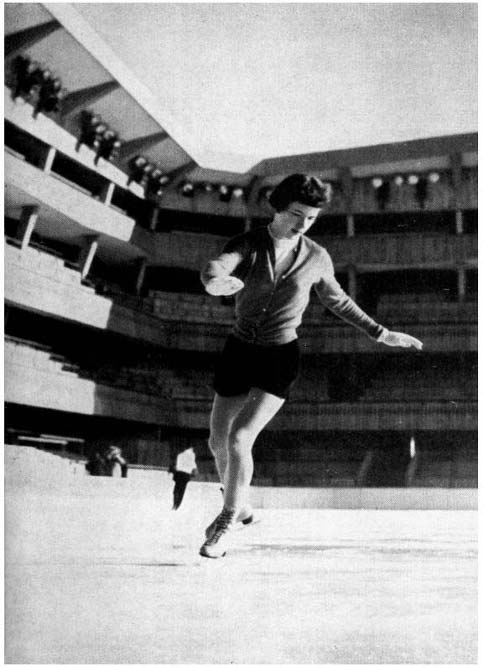
Mistrzyni olimpijska w konkurencji solistek Tenley Albright (USA)

| Poz. | Zawodniczka       | Reprezentacja     | Punkty | Miejsca | CF | FS |
| ---- | ----------------- | ----------------- | ------ | ------- | -- | -- |
| 01 ! | Tenley Albright   | Stany Zjednoczone | 169,67 | 12      | 1  | 1  |
| 02 ! | Carol Heiss       | Stany Zjednoczone | 168,02 | 21      | 2  | 2  |
| 03 ! | Ingrid Wendl      | Austria           | 159,44 | 39      | 3  | 5  |
| 4    | Yvonne Sugden     | Wielka Brytania   | 156,62 | 53      | 4  | 9  |
| 5    | Hanna Eigel       | Austria           | 157,15 | 52      | 5  | 4  |
| 6    | Carole Jane Pachl | Kanada            | 154,74 | 73      | 6  | 8  |
| 7    | Hanna Walter      | Austria           | 153,89 | 83,5    | 8  | 7  |
| 8    | Catherine Machado | Stany Zjednoczone | 153,48 | 86,5    | 10 | 3  |
| 9    | Ann Johnston      | Kanada            | 152,56 | 94      | 7  | 10 |
| 10   | Rosi Pettinger    | Niemcy            | 152,04 | 101     | 11 | 6  |
| 11   | Erica Batchelor   | Wielka Brytania   | 149,67 | 116     | 9  | 12 |
| 12   | Sjoukje Dijkstra  | Holandia          | 145,80 | 140     | 12 | 15 |
| 13   | Joan Haanappel    | Holandia          | 145,85 | 145,5   | 14 | 11 |
| 14   | Diana Peach       | Wielka Brytania   | 144,75 | 151     | 13 | 13 |
| 15   | Fiorella Negro    | Włochy            | 142,31 | 168,5   | 16 | 14 |
| 16   | Karin Borner      | Szwajcaria        | 141,69 | 171     | 15 | 16 |
| 17   | Maryvonne Huet    | Francja           | 138,30 | 194     | 17 | 19 |
| 18   | Alice Fischer     | Szwajcaria        | 137,69 | 203     | 18 | 20 |
| 19   | Alice Lundström   | Szwecja           | 136,34 | 206     | 19 | 18 |
| 20   | Jindra Kramperová | Czechosłowacja    | 136,67 | 209     | 21 | 17 |
| 21   | Manuela Angeli    | Włochy            | 133,51 | 222     | 20 | 21 |

### Pary sportowe

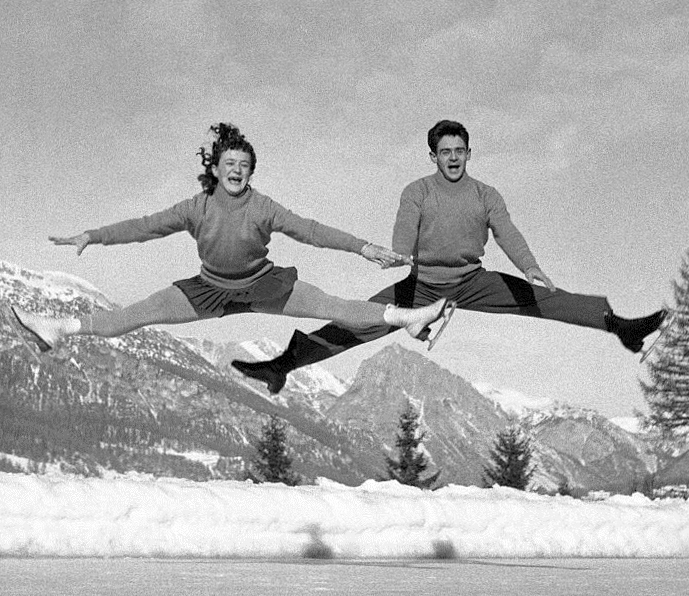
Brązowi medaliści olimpijscy w parach sportowych Marianna Nagy / László Nagy (HUN) podczas występu

| Poz. | Zawodnicy                         | Reprezentacja     | Punkty | Miejsca |
| ---- | --------------------------------- | ----------------- | ------ | ------- |
| 01 ! | Sissy Schwarz / Kurt Oppelt       | Austria           | 11,31  | 14      |
| 02 ! | Frances Dafoe / Norris Bowden     | Kanada            | 11,32  | 16      |
| 03 ! | Marianna Nagy / László Nagy       | Węgry             | 11,03  | 32      |
| 4    | Marika Kilius / Franz Ningel      | Niemcy            | 10,98  | 35,5    |
| 5    | Carole Ormaca / Robin Greiner     | Stany Zjednoczone | 10,71  | 56      |
| 6    | Barbara Wagner / Robert Paul      | Kanada            | 10,74  | 54,5    |
| 7    | Lucille Ash / Sully Kothmann      | Stany Zjednoczone | 10,63  | 59,5    |
| 8    | Věra Suchánková / Zdeněk Doležal  | Czechosłowacja    | 10,53  | 68,5    |
| 9    | Elisabeth Ellend / Konrad Lienert | Austria           | 10,38  | 77      |
| 10   | Joyce Coates / Anthony Holles     | Wielka Brytania   | 10,00  | 88      |
| 11   | Patricia Krau / Rodney Ward       | Wielka Brytania   | 9,86   | 93      |